# Horama pretus
Horama pretus là một loài bướm đêm thuộc phân họ Arctiinae, họ Erebidae.